# Xanthobasis neopollinosa
Xanthobasis neopollinosa là một loài ruồi trong họ Tachinidae.